# Aphaenogaster festae
Aphaenogaster festae är en myrart som beskrevs av Carlo Emery 1915. Aphaenogaster festae ingår i släktet Aphaenogaster och familjen myror. Inga underarter finns listade i Catalogue of Life.